# قاعدة الملك فيصل بن عبد العزيز الجوية
قاعدة الملك فيصل بن عبد العزيز الجوية وتسمى اختصاراً بـ قاعدة الجفر وأيضاً الجفور قاعدة جوية عسكرية تقع شمال شرق الأردن في الرويشد التابعة إلى محافظة المفرق، بنيت القاعدة على أنقاض قاعدة عسكرية أنشأها الإنجليز خلال فترة استعمار إمارة شرق الأردن لحماية خط أنابيب النفط بين الموصل-حيفا واستعملها الإنجليز أيضاً خلال الحرب الأنجلو-عراقية، بدأ في بناء القاعدة سنة 1974، بدأ استخدامها أواخر سنة 1980 وافتتحت رسمياً في 24 يونيو 1981، افتتحها الملك الحسين بن طلال، وقد أطلق عليها اسم الملك فيصل بن عبد العزيز آل سعود ملك السعودية سابقاً، كون المملكة العربية السعودية كانت الممول الرئيسي لمشروع القاعدة، تضم القاعدة أسرابًا من طائرات إف-5، وتستخدم القاعدة للمناورات العسكرية المشتركة مع دول صديقة.